# Xã Wesley, Quận Washington, Ohio
Xã Wesley (tiếng Anh: Wesley Township) là một xã thuộc quận Washington, tiểu bang Ohio, Hoa Kỳ. Năm 2010, dân số của xã này là 982 người.